# Chimik Jużne (piłka siatkowa)
Chimik Jużne – żeński klub piłki siatkowej z Ukrainy założony w 2001 roku. Swoją siedzibę ma w mieście Jużne.

## Sukcesy
Mistrzostwo Ukrainy:
- 2011, 2012, 2013, 2014, 2015, 2016, 2017, 2018, 2019
- 2020, 2021

Puchar Ukrainy:
- 2014, 2015, 2016, 2017, 2018, 2019

Superpuchar Ukrainy:
- 2016, 2017, 2018

## Kadra w sezonie 2012/13
- 1.  Kateryna Kalczenko
- 2.  Maryna Zachoża
- 3.  Iryna Truszkina
- 6.  Julija Szełuchina
- 7.  Tetiana Chyluk
- 9.  Julija Herasymowa
- 10.  Darija Stepanowska
- 11. Chrystyna Puhaczowa
- 12. Alina Stepanczuk
- 13. Ołena Nowhorodczenko
- 15. Olha Sawenczuk
- 16. Nadija Kodoła

trener:  Serhij Hołotow